# Дайкстра, Джон
Джон Дайкстра (англ. John Dykstra; 3 июня 1947, Лонг-Бич, округ Лос-Анджелес, Калифорния, США) — американский постановщик спецэффектов, пионер в развитии компьютерных технологий в кинопроизводстве. Член американского общества кинооператоров (с 1995 года). Обладатель трёх премий Американской киноакадемии: двух «Оскаров» за лучшие визуальные эффекты и одной награды за научно-технические достижения.

## Карьера
Родился в 1947 году в Лонг-Бич. После окончания Университета штата Калифорния, где Дайкстра обучался промышленному дизайну, в 1971 году получил работу постановщика спецэффектов в съёмочной группе фантастического фильма Дугласа Трамбулла — «Молчаливый бег». В 1975 году по рекомендации Трамбулла был принят в компанию Industrial Light & Magic (ILM), недавно основанную Джорджем Лукасом, который в то время набирал в неё команду технических специалистов для создания спецэффектов в своём новом проекте «Звёздные войны». Для работы над фильмом Дайкстра собрал и возглавил небольшую группу студентов: художников и инженеров.
Во время работы над «Звёздными войнами», Джоном Дайкстра была разработана новая система контроля движения камеры, повышающая технологический уровень съёмочного процесса и облегчающая работу съёмочной группы. Система получила название в честь разработчика — «Дайкстрафлекс».
Тем не менее между Дайкстрой и Лукасом возникли разногласия: Лукасу не понравилось, что было потрачено слишком много средств и времени на разработку системы и команда не успела в срок отснять все кадры, что вызвало отставание от графика в производстве фильма. Этот конфликт завершился увольнением Дайкстры из ILM, после возвращения Лукаса с основных съёмок в Лондоне. Несмотря на это, после успешного выхода фильма, Дайкстра и его команда были удостоены «Оскара» за лучшие визуальные эффекты, а также награды за научно-технические достижения (за разработку и усовершенствование Dykstraflex).
После ухода из ILM, Дайкстра основал собственную компанию по производству спецэффектов Apogee, первой работой которой стал фантастический телесериал студии Universal — «Звёздный крейсер „Галактика“».

## Фильмография
Спецэффекты
- 1972 — Молчаливый бег (special photographic effects)
- 1977 — Звёздные войны. Эпизод IV: Новая надежда (special photographic effects supervisor)
- 1978 — Звёздный крейсер «Галактика» (сериал) (пилотный эпизод) (miniature and effects unit supervisor)
- 1979 — Экспресс-лавина / Avalanche Express (supervisor of special effects: Apogee)
- 1979 — Звёздный путь: Фильм (photographic effects supervisor: Apogee, Inc., special photographic effects supervisor)
- 1980 — Гольф-клуб (supervisor of special effects)
- 1982 — Огненный лис (producer: special visual effects)
- 1983 — Звёздный корабль 1 (ТВ) / Starflight: The Plane That Couldn't Land (special effects)
- 1985 — Жизненная сила (special visual effects)
- 1985 — Алиса в Стране чудес (ТВ) (special visual effects)
- 1986 — Пришельцы с Марса (special visual effects)
- 1987 — На краю (ТВ) / Out on a Limb (effects supervisor)
- 1988 — Слуга дьявола (special effects director: Apogee — в титрах не указан)
- 1988 — Что-то не отсюда (ТВ) / Something Is Out There (special visual effects designer)
- 1988 — Моя мачеха — инопланетянка (supervisor: special visual effects)
- 1990 — Спонтанное возгорание (special effects consultant)
- 1995 — Бэтмен навсегда (visual effects supervisor)
- 1997 — Бэтмен и Робин (visual effects)
- 1999 — Стюарт Литтл (senior visual effects supervisor)
- 2002 — Человек-паук (visual effects designer)
- 2004 — Человек-паук 2 (visual effects designer)
- 2008 — Хэнкок (visual effects designer, visual effects supervisor)
- 2009 — Бесславные ублюдки (visual effects designer)
- 2011 — Люди Икс: Первый Класс (visual effects designer)
- 2012 — Джанго освобождённый (visual effects designer)
- 2014 — Годзилла (additional visual effects designer)
- 2014 — Седьмой сын (visual effects designer)
- 2015 — Омерзительная восьмёрка (visual effects designer)
- 2016 — Люди Икс: Апокалипсис (visual effects designer)
- 2017 — Конг: Остров черепа (additional visual effects supervisor)
- 2017 — Призрак в доспехах (visual effects supervisor)

Продюсер
- 1978 — Звёздный крейсер «Галактика» (3 эпизода)

## Награды и номинации
| Категория                                                      | Год  | Фильм / Телесериал                                  | Итог      |
| -------------------------------------------------------------- | ---- | --------------------------------------------------- | --------- |
| Премия Американской киноакадемии («Оскар»)                     |      |                                                     |           |
| Премия за научно-технические достижения (класс II)             | 1978 |                                                     | Награда   |
| Премия «Оскар» за лучшие визуальные эффекты                    | 1978 | • Звёздные войны. Эпизод IV: Новая надежда          | Награда   |
| Премия «Оскар» за лучшие визуальные эффекты                    | 1980 | • Звёздный путь: Фильм                              | Номинация |
| Премия «Оскар» за лучшие визуальные эффекты                    | 2000 | • Стюарт Литтл                                      | Номинация |
| Премия «Оскар» за лучшие визуальные эффекты                    | 2003 | • Человек-паук                                      | Номинация |
| Премия «Оскар» за лучшие визуальные эффекты                    | 2005 | • Человек-паук 2                                    | Награда   |
| BAFTA                                                          |      |                                                     |           |
| Лучшие специальные визуальные эффекты                          | 2003 | • Человек-паук                                      | Номинация |
| Лучшие специальные визуальные эффекты                          | 2005 | • Человек-паук 2                                    | Номинация |
| «Сатурн»                                                       |      |                                                     |           |
| Лучшие спецэффекты                                             | 1978 | • Звёздные войны. Эпизод IV: Новая надежда          | Награда   |
| Лучшие спецэффекты                                             | 1980 | • Звёздный путь: Фильм                              | Награда   |
| Лучшие спецэффекты                                             | 1996 | • Бэтмен навсегда                                   | Номинация |
| Лучшие спецэффекты                                             | 2000 | • Стюарт Литтл                                      | Номинация |
| Лучшие спецэффекты                                             | 2003 | • Человек-паук                                      | Номинация |
| Лучшие спецэффекты                                             | 2005 | • Человек-паук 2                                    | Награда   |
| «Спутник»                                                      |      |                                                     |           |
| Лучшие визуальные эффекты                                      | 2000 | • Стюарт Литтл                                      | Награда   |
| Лучшие визуальные эффекты                                      | 2003 | • Человек-паук                                      | Номинация |
| Лучшие визуальные эффекты                                      | 2005 | • Человек-паук 2                                    | Номинация |
| Прайм-тайм премия «Эмми»                                       |      |                                                     |           |
| Outstanding Individual Achievement — Creative Technical Crafts | 1979 | • Звёздный крейсер «Галактика» (за пилотный эпизод) | Награда   |
| Кинофестиваль в Ситжесе                                        |      |                                                     |           |
| Лучшие спецэффекты                                             | 1985 | • Жизненная сила                                    | Награда   |
| «Золотая малина» (антипремия)                                  |      |                                                     |           |
| Худшие визуальные эффекты                                      | 1987 | • Пришельцы с Марса                                 | Номинация |